# سوبرتون
سوبرتون (بالإنجليزية: Soperton, Georgia)‏ هي مدينة تقع في مقاطعة تروتلين، جورجيا بولاية جورجيا في الولايات المتحدة. تبلغ مساحة هذه المدينة 8.5 (كم²)، وترتفع عن سطح البحر 90 م، بلغ عدد سكانها 2824 نسمة في عام 2010 حسب إحصاء مكتب تعداد الولايات المتحدة.

## أعلام
- هال هويل روبرت
- هيو جيلز

## وصلات خارجية
- Cities & Counties - Georgia.gov